# Seiko Live'98 FOREVER
『Seiko Live'98 FOREVER』（セイコ・ライヴ'98・フォーエヴァー）は、松田聖子のライブ・ビデオ。1998年10月21日発売。発売元はマーキュリー・ミュージックエンタテインメント。

## 解説
同年6月～11月にかけて行われたコンサート・ツアーの模様を収録したライブ・ビデオ。
同年発売アルバム『Forever』からの曲を中心に披露した。
ツアーがまだ終了していないにもかかわらず発売された。

## 収録曲
1. Opening
2. Forever
3. Can't Say Goodbye
4. Epilogue～結末～
5. 悲しい秘密
6. 眠れない夜
7. 恋する想い〜Fall in love〜
8. Dear Father
9. あなたに逢いたくて～Missing You～
10. Acoustic Ballad Medley (風に吹かれて/SWEET MEMORIES)
11. Gone with the rain
12. 時間の国のアリス
13. Medley (マイアミ午前5時/白いパラソル/蒼いフォトグラフ/制服/夏の扉/Rock'n Rouge)
14. さよならの瞬間
15. 素敵にOnce Again
16. 輝いた季節へ旅立とう
17. Ending